# Список вулиць Києва (Ф)
Це список вулиць міста Києва, назви яких починаються на літеру Ф.
До списку входять усі урбаноніми Києва, що містяться в офіційному довіднику «Вулиці міста Києва», затвердженому 2015 року, а також у міській інформаційно-аналітичній системі забезпечення містобудівної діяльності (МІАС ЗМД) «Містобудівний кадастр Києва», довіднику «Вулиці Києва» 1995 року та атласі «Київ до кожного будинку». Назви вулиць, які відсутні в офіційному довіднику, подані курсивом. Проєктні вулиці, що мають код у кадастрі, але не мають назв, у списку не наведені.
У списку вулиці подані за алфавітом. Назви вулиць на честь людей відсортовані за прізвищем (якщо прізвище відсутнє — за іменем) і подаються у форматі Прізвище Ім'я і/або Посада. Якщо вулиця названа за цілісним псевдонімом, то сортування відбувається за першою літерою псевдоніма або імені, тобто Бориса Тена подано на літеру Б, Ганни Барвінок — на Г, Дзиґи Вертова — на Д, Івана Багряного — на І, Кузьми Скрябіна — на К, Лесі Українки — на Л, Марка Вовчка, Марка Черемшини, Миколи Хвильового і Мирослава Ірчана — на М, Олени Пчілки і Остапа Вишні — на О, Панаса Мирного — на П, Юрія Клена — на Ю, Якуба Коласа, Яна Райніса, Янки Купали і Януша Корчака — на Я. Вулиці, що мають, окрім назви, порядковий номер, відсортовані за власною назвою, наприклад 2-й Левадний провулок на літеру Л. Вулиця Радгосп «Совки» розміщена на літеру С, вулиця Міста Шалетт — на літеру Ш. Назви вулиць, що починаються на число (окрім вулиць, зазначених вище), записані словами і подані на відповідну літеру (Восьмого Березня, Першого Травня тощо).
Вулиці з назвами «Садова» (в тому числі «номерні») і лінії виділені в окремі списки.
Станом на 1 січня 2023 року в Києві 2833 урбаноніми, з них:
| - 2059 вулиць; - 533 провулки; - 77 ліній; - 59 площ і майданів; | - 32 проспекти; - 22 бульвари; - 15 узвозів; | - 12 проїздів; - 11 шосе; - 5 доріг; | - 3 алеї; - 3 набережних; - 2 тупики. |

Колір фону у списку залежить від типу урбаноніма.
Після списку існуючих вулиць наведено список зниклих вулиць (вулиць, які були ліквідовані або включені до інших вулиць протягом XX—XXI століть), а також список попередніх назв вулиць, починаючи з 1800 року. Назви перейменованих вулиць, що починаються на число (окрім вулиць, зазначених вище), записані словами і подані на відповідну літеру (Третього Інтернаціоналу, Дев'ятого Січня, Дванадцятого Грудня, Двадцять П'ятого Жовтня, Сорокаріччя Жовтня, П'ятдесятиріччя Жовтня, Шістдесятиріччя Жовтня тощо).

## Вулиці міста Києва
| Назва                | Тип   | Колишні назви                                               | Район                                    | Місцевість           | Рік затв.         | Код об'єкта |
| -------------------- | ----- | ----------------------------------------------------------- | ---------------------------------------- | -------------------- | ----------------- | ----------- |
| Фанерна              | вул.  | Нова                                                        | Дніпровський                             | Соцмісто             | 1957              | 11754       |
| Фанерний             | пров. |                                                             | Дніпровський                             | Соцмісто             | 1958              | 11755       |
| Фастівська           | вул.  | Мартівська                                                  | Солом'янський                            | Чоколівка            | 1955              | 11756       |
| Федорова Івана       | вул.  | Поліцейська, Зарудного, Чупринки, Федорова, Федорова Євгена | Солом'янський, Голосіївський, Печерський | Нова Забудова        | 1977              | 11757       |
| Федосєєва            | пров. |                                                             | Солом'янський                            | Батиєва гора         |                   | 12737       |
| Федьковича           | вул.  | Нова                                                        | Солом'янський                            | Совки                | 1955              | 11761       |
| Федьковича           | пров. | Нова вул.                                                   | Солом'янський                            | Совки                | 1950-ті           | 11762       |
| Феодосійська         | вул.  | Каревська, Карівська, Сковороди Григорія                    | Голосіївський                            | Саперна слобідка     | 1973              | 11763       |
| Феодосійський        | пров. | Каревський, Карівський, Сковороди Григорія                  | Голосіївський                            | Саперна слобідка     | 1973              | 11764       |
| Феодосія Печерського | вул.  | Проектна 13043                                              | Голосіївський                            | Віта-Литовська       | 2017              | 13043       |
| Феофанівський        | пров. |                                                             | Голосіївський                            |                      |                   | 12738       |
| Фестивальна          | вул.  |                                                             | Голосіївський                            | Пирогів              | 1957              | 11765       |
| Филиповича Павла     | вул.  | Проектна 13065                                              | Деснянський                              | Селище Радистів      | 2017              | 13065       |
| Фіалкова             | вул.  |                                                             | Голосіївський                            | Пирогів              | 1967              | 11767       |
| Фізкультури          | вул.  | Совська, Андрія Заливчого, Заливчого, Головіна              | Голосіївський, Печерський                | Нова Забудова        | 1952              | 11768       |
| Фізкультури          | пров. | Новосовська                                                 | Голосіївський                            | Нова Забудова        | 1955              | 11769       |
| Філатова Академіка   | вул.  | Нова                                                        | Печерський                               | Саперне поле         | 1957              | 11770       |
| Філатова Академіка   | пров. | Нова вул.                                                   | Печерський                               | Чорна гора           | 1957              | 11771       |
| Фінський             | пров. | Нова вул., Карело-Фінський, Карельський                     | Деснянський, Дніпровський                | Соцмісто             | 2022              | 10651       |
| Фірцака Івана        | вул.  | Нова 462-га, Харківська, Москвіна                           | Голосіївський                            | Ширма                | 2023              | 11091       |
| Фірцака Івана        | пров. | Нова вул., Москвіна                                         | Голосіївський                            | Ширма                | 2023              | 11092       |
| Флоренції            | вул.  | Нова                                                        | Дніпровський                             | Лівобережний масив   | 1969              | 11772       |
| Фортечний            | тупик | Нова вул., Тверський                                        | Печерський                               | Саперне поле         | 2022              | 11659       |
| Франка Івана         | вул.  |                                                             | Дарницький                               | Бортничі             | 1988              | 11773       |
| Франка Івана         | вул.  | Афанасівська; Нестерівська, імені І. Франка                 | Шевченківський                           | Афанасівський яр     | 1944              | 11774       |
| Франка Івана         | площа | Миколаївська, Спартака                                      | Печерський                               | Липки                | 1944              | 11775       |
| Франка Івана         | пров. |                                                             | Дарницький                               | Бортничі             | 1988              | 11776       |
| Франка Івана 1-й     | пров. |                                                             | Дарницький                               | Бортничі             |                   | 12667       |
| Франка Івана 2-й     | пров. |                                                             | Дарницький                               | Бортничі             |                   | 12668       |
| Франка Івана 3-й     | пров. |                                                             | Дарницький                               | Бортничі             |                   | 12669       |
| Франка Івана 4-й     | пров. |                                                             | Дарницький                               | Бортничі             |                   | 12670       |
| Фролівська           | вул.  | Чорна Грязь                                                 | Подільський                              | Поділ                | 1920-ті           | 11777       |
| Фролівський          | пров. |                                                             | Подільський                              | Поділ                | 1955              | 11778       |
| Фрометівська         | вул.  |                                                             | Голосіївський                            | Деміївка             | 2-га пол. XIX ст. | 11779       |
| Фрометівський        | узвіз |                                                             | Голосіївський                            | Деміївка, Забайків'я | 2-га пол. XIX ст. | 11780       |
| Фруктова             | вул.  |                                                             | Подільський, Шевченківський              | Куренівка            | 1910-ті           | 11781       |
| Фузиків              | пров. | Нова вул., Бауманський, Баумана                             | Шевченківський                           | Дехтярі, Нивки       | 2018              | 10069       |

## Зниклі вулиці
| Назва         | Тип   | Район       | Місцевість          | Рік зникнення | Примітка                              |
| ------------- | ----- | ----------- | ------------------- | ------------- | ------------------------------------- |
| Фестивальний  | пров. | Московський | Пирогів             | 1980-ті       |                                       |
| Фонвізіна     | вул.  | Дарницький  | Микільська слобідка | 1977          | Попередня назва — 2-га вулиця Лисенка |
| Фонвізіна     | вул.  | Дарницький  | Старі Позняки       | 1980-ті       |                                       |
| Фонвізіна     | пров. | Дарницький  | Микільська слобідка | 1977          | До 1955 року - Нова вулиця            |
| Фонвізіна     | пров. | Дарницький  | Старі Позняки       | 1980-ті       |                                       |
| Франка        | вул.  |             | Вигурівщина         | 1984          |                                       |
| Фрометівський | пров. | Московський | Деміївка            | 1980-ті       | фактично існує як проїзд без назви    |

## Перейменовані вулиці
| Стара назва         | Нова назва               | Район                    | Дата перейменування | Сучасна назва            |
| ------------------- | ------------------------ | ------------------------ | ------------------- | ------------------------ |
| Фабрична            | Крейсберга               |                          | 1919, 1920          | Ісаакяна                 |
| Фабрична            | Ісаакяна                 | Радянський               | 1975                | Ісаакяна                 |
| Фадєєва             | Анни Ярославни           | Святошинський            | 2016                | Анни Ярославни           |
| Фадєєва пров.       | Івченка Михайла пров.    | Святошинський            | 2016                | Івченка Михайла пров.    |
| Федорівський пров.  | Делегатський пров.       | Молотовський             | 1955                | Делегатський пров.       |
| Федорова            | Федорова Євгена          | Московський, Залізничний | 1974                | Федорова Івана           |
| Федорова Євгена     | Федорова Івана           | Московський              | 1977                | Федорова Івана           |
| Федоровський пров.  | Литовський пров.         | Кагановичський           | 1955                | Литовський пров.         |
| Федоровський пров.  | Кабельний пров.          | ?                        | 1939                | ?                        |
| Федосєєва           | Вишневського Архітектора | Солом'янський            | 2022                | Вишневського Архітектора |
| Федька Івана        | Шульгина Володимира      | Святошинський            | 2016                | Шульгина Володимира      |
| Федька Івана пров.  | Шульгина Якова пров.     | Святошинський            | 2015                | Шульгина Якова пров.     |
| Фіалека Івана       | Баришівська              | Печерський               | 2015                | Баришівська              |
| Філіповська         | Старо-Спортивна          | Молотовський             | 1939                | Дончука Василя           |
| Філіповський пров.  | Старо-Спортивний пров.   | Молотовський             | 1939                | Пилипівський             |
| Фірдоусі            | Заньковецької            | Ленінський               | 1944                | Заньковецької            |
| Фонвізінський пров. | Катеринівський пров.     | Молотовський             | 1944                | ?                        |
| Франка              | Франка Івана             | Сталінський              | 1944                | Франка Івана             |
| Фруктовий пров.     | Ярославський пров.       | Подільський              | 1944                | Ярославський пров.       |
| Фрунзе              | Антонова-Овсієнка        | Жовтневий                | 1966                | Наумовича Володимира     |
| Фрунзе              | Кирилівська              | Подільський              | 2015                | Кирилівська              |
| Фрунзе              | Прокоповича Петра        | Дарницький               | 2016                | Прокоповича Петра        |
| Фрунзе              | Сормовська               | Дарницький               | 1955                | Сормовська               |
| Фрунзе              | Ханенків Сім'ї           | Деснянський              | 2016                | Ханенків Сім'ї           |
| Фрунзе пл.          | Петропавлівська          | Оболонський              | 2014                | Петропавлівська          |
| Фузиків пров.       | Ставищанський пров.      | Жовтневий                | 1952                | ліквідований             |
| Фурманова           | Кобелєва Архітектора     | Солом'янський            | 2016                | Кобелєва Архітектора     |
| Фундуклеївська      | Леніна                   |                          | 1919, 1920          | Хмельницького Богдана    |
| Фундукліївська      | Леніна                   | Ленінський               | 1944                | Хмельницького Богдана    |
| Фучика Юліуса       | Чапека Карела            | Солом'янський            | 2022                | Чапека Карела            |